# Maniyar
Maniyar is een nagar panchayat (plaats) in het district Ballia van de Indiase staat Uttar Pradesh. 

## Demografie
Volgens de Indiase volkstelling van 2001 wonen er 18.750 mensen in Maniyar, waarvan 51% mannelijk en 49% vrouwelijk is. De plaats heeft een alfabetiseringsgraad van 47%. 